# Pterospermum littorale
Pterospermum littorale är en malvaväxtart som beskrevs av William Grant Craib. Pterospermum littorale ingår i släktet Pterospermum och familjen malvaväxter. Utöver nominatformen finns också underarten P. l. venustum.